# Arthur Lewis
Ngài William Arthur Lewis (23 tháng 1 năm 1915 – 15 tháng 6 năm 1991) là một nhà kinh tế học người Saint Lucia, ông được biết đến với các đóng góp trong lĩnh vực kinh tế học phát triển. Ông đoạt giải Nobel Kinh tế năm 1979.

## Thân thế
Arthur Lewis sinh ngày 23 tháng 1 năm 1915 tại Saint Lucia khi nơi này vẫn còn là lãnh thổ của Anh quốc ở Caribe.
Năm 17 tuổi, ông giành được học bổng theo học Khoa Thương mại của Trường Kinh tế London. Năm 1937 ông tốt nghiệp đại học, và năm 1941 ông giành được học vị tiến sĩ.
Sau khi học xong, ông trở thành giảng viên của Đại học Manchester. Năm 1959, ông trở thành Phó Hiệu trưởng Đại học West Indies. Năm 1963, ông được phong tước Hiệp sĩ. Cùng năm đó, ông được mời làm giảng viên cho Đại học Princeton.
Năm 1970, ông trở thành giám đốc Ngân hàng Phát triển Caribe.
Năm 1979, ông nhận giải Nobel Kinh tế, trở thành người da đen đầu tiên nhận giải Nobel khong phải trong lĩnh vực Hòa bình.
Ngày 15 tháng 6 năm 1991, Arthur Lewis qua đời tại Barbados, thọ 76 tuổi.

## Sự nghiệp khoa học
Trong thời gian còn học ở Trường Kinh tế London, Lewis quan tâm nhiều hơn tới kinh tế học tổ chức, chú ý tới các vấn đề như độc quyền, định giá, cạnh tranh. Ông cũng quan tâm tới cả môn sử kinh tế, môn kinh tế thế giới và môn kinh tế học phát triển. Ông đã từng được Friedrich Hayek mời giảng chuyên đề về lịch sử kinh tế giữa hai cuộc chiến tranh thế giới.
Thời gian giảng và nghiên cứu tại Đại học Manchester là thời gian Lewis đã có những đóng góp đột phát cho lý luận kinh tế học trong lĩnh vực kinh tế học phát triển. Năm 1954, ông công bố nghiên cứu nổi tiếng có tên Economic Development with Unlimited Supplies of Labour trên tạp chí The Manchester School số tháng 5. Những lý luận của ông trình bày trong nghiên cứu này được giới kinh tế học gọi là Mô hình Lewis. Ông còn là người đã mô hình hóa các điều kiện về trao đổi thương mại giữa quốc gia phát triển với quốc gia kém phát triển. Không chỉ nghiên cứu về các mô hình lý thuyết, ông còn là người tích cực đề xuất các chính sách kinh tế.